# Ondrašová
Ondrašová – wieś i gmina (obec) w powiecie Turčianske Teplice, kraju żylińskim, w północno-centralnej Słowacji. Znajduje się w Kotlinie Turczańskiej u podnóży gór Żar, a jej zabudowania rozłożyły się wzdłuż potoku uchodzącego do Hronu. Wieś lokowana w roku 1252.

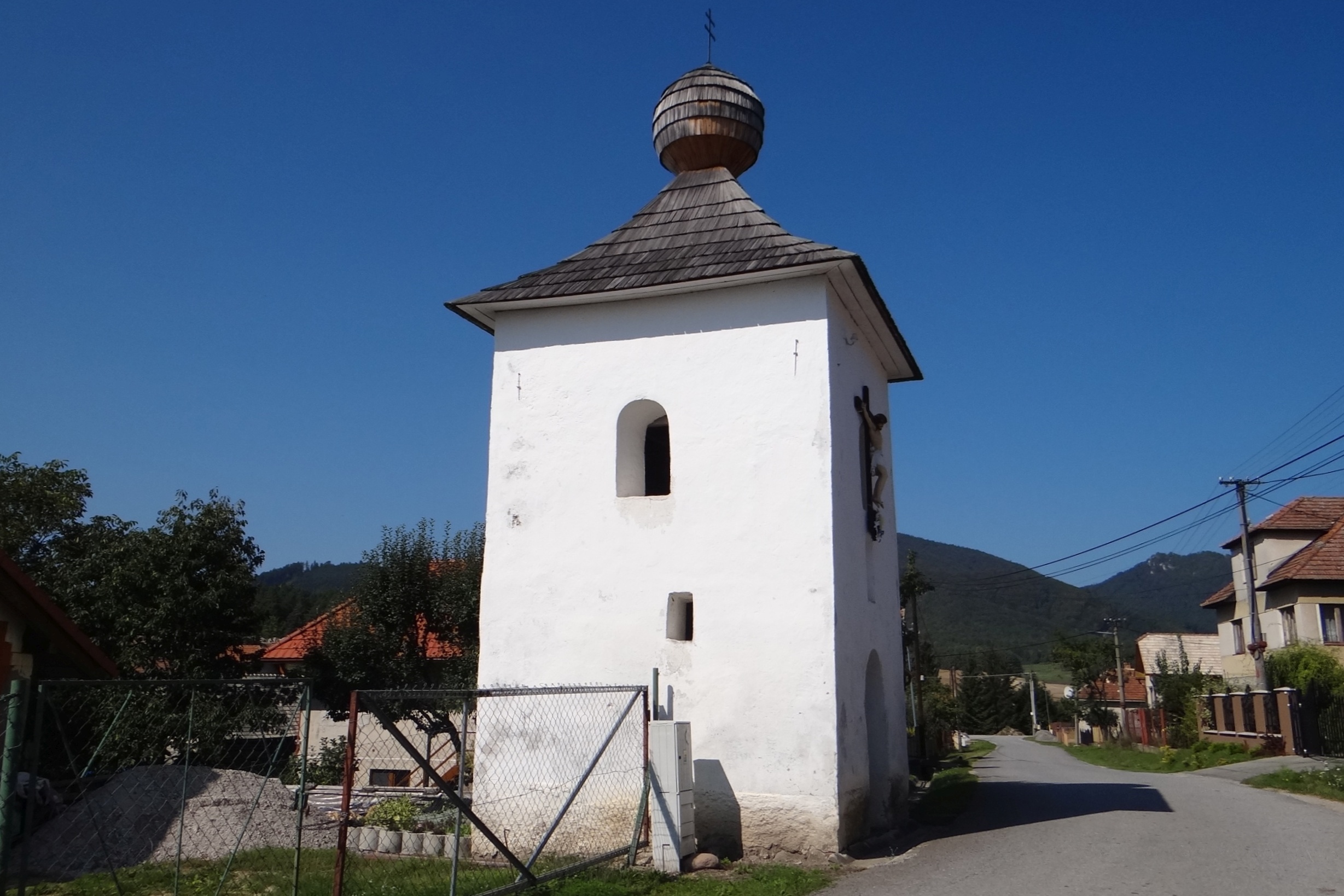